# Pomesani

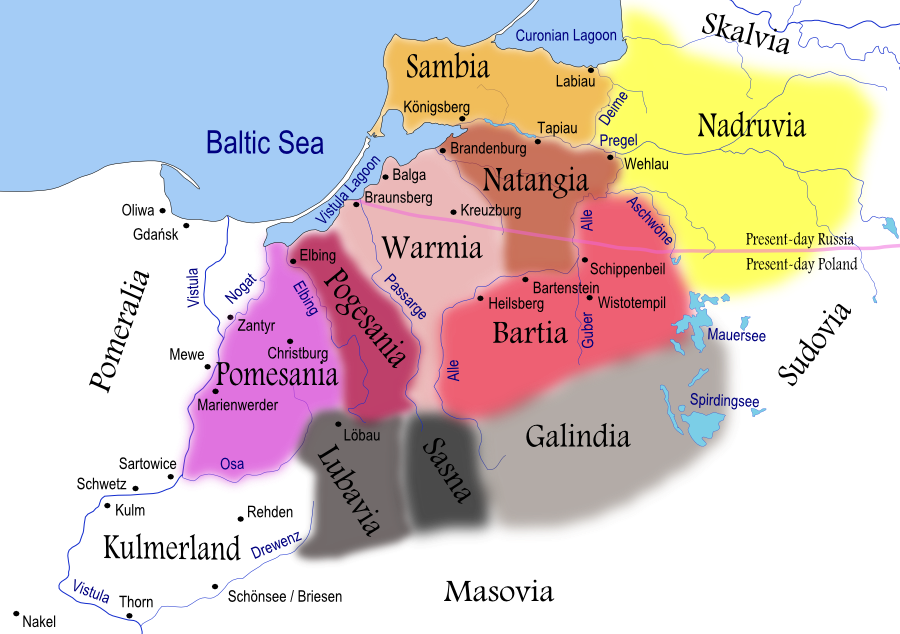
La Pomesania e le terre degli altri clan prussiani durante il XIII secolo

I Pomesani erano uno dei popoli abitanti nella regione storica della Prussia. Vivevano in Pomesania (lituano: Pamedė; tedesco: Pomesanien; polacco: Pomezania), una regione nella moderna Polonia settentrionale, situata tra i fiumi Nogat e Vistola a ovest e il fiume Elbląg a est. Si trova intorno alle moderne città di Elbląg e Malbork. Essendo il clan più occidentale, i Pomesani furono i primi dei Prussiani ad essere conquistati dai Cavalieri Teutonici, un ordine militare crociato tedesco portato nella Terra di Chełmno per convertire i pagani al cristianesimo. A causa della germanizzazione e dell'assimilazione, i pomesani si estinsero nel XVII secolo.

## Etimologia
Si dice che il territorio nell'etimologia popolare sia stato intitolato a Pomeso, figlio di Widewuto, leggendario capo dei prussiani. Georg Gerullis ha stabilito che il suo nome era in realtà derivato dall'antica parola prussiana pomedian, che significa "margine della foresta". Il termine lituano pamedė, con lo stesso significato, è stato introdotto da Kazimieras Būga.

## Storia
L'area era abitata da popolazioni baltiche almeno dal IX secolo e forse prima. All'inizio del XIII secolo la popolazione è stimata in circa 16.000-20.000 persone. Il clan, insieme ai loro vicini, i pogesani, fece frequenti incursioni nelle terre masoviane. Nel 1225 il duca Corrado I di Masovia chiese ai cavalieri teutonici di proteggere il suo territorio da queste incursioni. Nel 1230 i Cavalieri si stabilirono nella Terra di Chełmno e iniziarono la Crociata prussiana. Nel 1231 attraversarono la Vistola e costruirono la città di Thorn (Toruń). Il condottiero pomesano Pepin assediò senza successo la città, ma presto fu catturato e torturato a morte. Nel 1233 i lavori iniziarono a Marienwerder (Kwidzyn) e durante l'inverno i prussiani radunarono un grande esercito per una grande battaglia sul fiume Sirgune, dove però subirono una grande sconfitta. Durante i successivi tre anni tutta la Pomesania fu conquistata e divenne parte dello Stato monastico dei Cavalieri Teutonici. La città di Elbing (Elbląg) fu fondata nel 1237 dall'Ordine nei pressi dell'antica città commerciale prussiana di Truso.
Nel 1243, il vescovado di Pomesania e le altre tre diocesi (Sambia, Varmia e Kulm) furono posti sotto la giurisdizione dell'arcivescovo di Riga dal legato pontificio Guglielmo di Modena. La diocesi di Pomesania fu in seguito posta sotto la giurisdizione della diocesi di Chelmno. I Pomesani si unirono agli altri clan prussiani durante la Prima rivolta prussiana (1242-1249), ma fu l'unico clan a non partecipare alla Grande rivolta prussiana (1260-1274). In quanto territorio prussiano più occidentale, fu il clan più esposto all'influenza dei polacchi di Pomerania, Masovia e Cuiavia ed ai coloni tedeschi e alle loro culture. Potrebbero essere stati assimilati più rapidamente degli altri prussiani.
La regione divenne parte della provincia di Prussia reale del Regno di Polonia con la Seconda Pace di Toruń (1466) e prosperò con il commercio di grano dalla Polonia meridionale alla città reale di Danzica; in seguito subì devastazioni e pestilenze portate dalle guerre polacco-svedesi tra XVII e XVIII secolo, fu tolto dal Regno di Polonia e annesso al Regno di Prussia a seguito della Prima spartizione della Polonia nel 1772 e unito con la provincia prussiana della Prussia Orientale. Con il resto della Prussia, divenne parte dell'Impero tedesco durante l'unificazione della Germania nel 1871. Quando il Trattato di Versailles trasferì la maggior parte della Prussia Occidentale nella Seconda Repubblica Polacca come Corridoio polacco nel 1920, la Pomesania rimase in Germania come parte dell'exclave e della provincia della Prussia Orientale. Dopo la fine della seconda guerra mondiale nel 1945, la Pomesania fu consegnata alla Polonia in base all'accordo di Potsdam ed è divisa tra i Voivodati di Varmia-Masuria e Pomerania Occidentale.